# Larva Mortus

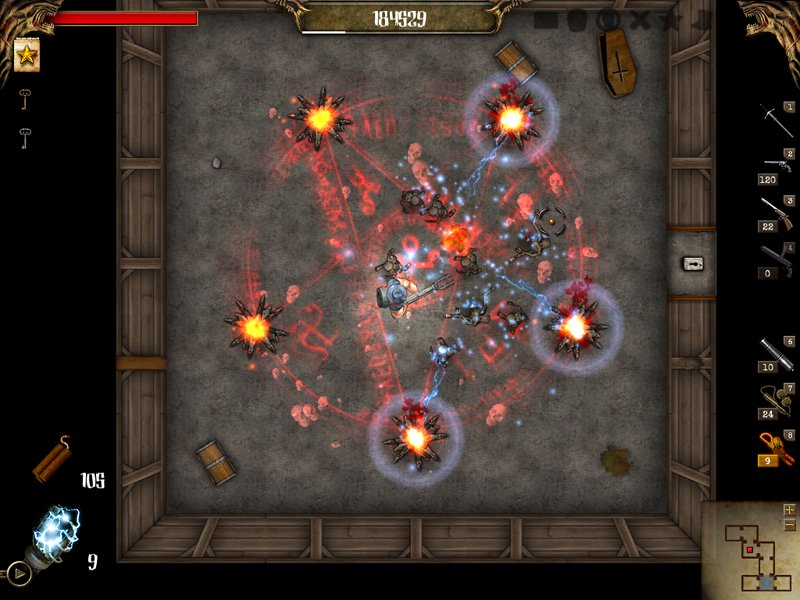
Screenshot

Larva Mortus je česká skrolovací střílečka viděná shora. Vytvořil ji tým Rake in Grass. Hra také obsahuje RPG prvky. Hra má otevřený zdrojový kód.